# Născut printre morți
Născut printre morți (în engleză Born with the Dead) este o nuvelă științifico-fantastică a scriitorului Robert Silverberg. Descrie o lume din viitorul apropiat în care cei morți recent pot fi „reaprinși” la o viață nouă, dar în care personalitățile și atitudinile lor sunt radical schimbate; deși posedă amintirile din ultimele lor vieți, preocupările lor anterioare nu mai par importante pentru ei. Povestea este paralelă cu cea a Euridice și Orfeu din lumea de dincolo. 
Publicată inițial în 1974 în The Magazine of Fantasy & Science Fiction, „Născut printre morți” a câștigat atât Premiul Nebula din 1975 pentru cea mai bună nuvelă cât și Premiul Locus din 1975 pentru cea mai bună nuvelă. Povestea a fost ulterior republicată de mai multe ori în colecții.
Silverberg a descris-o ca fiind una dintre cele mai dificile provocări ale sale. 
Cu permisiunea lui Silverberg, Damien Broderick a scris o continuare de 30.000 de cuvinte, „Quicken”, care a fost publicată împreună cu originalul ca un roman, Beyond the Doors of Death - Dincolo de ușile morții  și inclusă de editorul Gardner Dozois în The Year’s Best Science Fiction: Thirty-First Annual Collection, 2014.

## Traduceri
- Almanah 2009, Mediapress, Botoșani, ianuarie 2009, traducere Emanuel Huțanu.

## Vezi și
- 1974 în științifico-fantastic